# 斉藤和巳
斉藤 和巳（さいとう かずみ、1977年11月30日 - ）は、京都府京都市南区出身の元プロ野球選手（投手、右投右打）、プロ野球コーチ、YouTuber。

## 概要
投手として福岡ソフトバンクホークスでは3度のリーグ優勝、2度の日本シリーズ優勝に貢献。個人ではNPBで合計12個のタイトル（8個）・主要表彰（4個）を獲得している。
プロ野球選手時代は福岡ダイエーホークス→福岡ソフトバンクホークスに所属していた。1996年から1999年までの登録名は「カズミ」。
2006年に、日本プロ野球史上7人目・21世紀初・平成唯一の投手5冠を達成した。パシフィック・リーグ史上初の沢村栄治賞複数回受賞者(2回)。最優秀投手賞3回。
右肩腱板（けんばん）損傷により2007年を最後に一軍登板がなく、2011年からは支配下選手登録を外れ同球団のリハビリ担当コーチを務めながら現役復帰を目指すも、2013年7月に復帰を断念することを表明。同月31日付で退団した。
2014年からは福岡を拠点にTVQ九州放送や本数契約としてテレビ東京（BSテレ東）の野球解説者と西日本スポーツの専属評論家として活動していたが、2023年からはソフトバンクの一軍投手コーチを務めている。PAMSとマネジメント契約を結んでいる。

## 経歴

### プロ入り前
1977年に京都府京都市で誕生。兄の影響で小学1年生時に祥豊ファイターズに入団し、4年生時には捕手として試合に出場。中学校に入学するとボーイズリーグの京都スターズに入団。強肩捕手として活躍し、3年生になると投手としても注目を集めるようになった。
南京都高等学校に進学し、2年秋からエースを務めた。3年生の夏にエースで4番打者として甲子園出場を目指すも府大会ベスト8に終わる。甲子園出場経験のない無名高校の選手ながらも、同じく甲子園出場経験のない長谷川昌幸・星野智樹とともに高校好投手ビッグ3として注目されていた。高校生当時から190cmを超える長身と潜在能力の高さを買われ、1995年のドラフト会議で福岡ダイエーホークスからドラフト1位指名を受け、同球団に入団した（背番号は66）。チームに斉藤姓の投手が3人になることから（斉藤学、斉藤貢）、「カズミ」が登録名となった（同時に斉藤貢も登録名を「ミツグ」に改めている）。のちに、2018年4月22日にAbemaTVで配信された「東京六大学野球」の解説にて、ドラフトで指名が無ければ高校で野球を辞めるつもりだったことを明かしている。進路について、大学から声がかかっていたものの高校卒業とともに野球を辞める方向で話していたところ、スカウトから「会いたい」と言われ斉藤自身は「『人違いでもしているのではないか』としか思っていなかった」と語っている。

### ダイエー・ソフトバンク時代
1997年のシーズン終盤に中継ぎで一軍初登板を果たす。
1998年も一軍に登板するが1試合のみに終わり、ルーズショルダー持ちであったことから9月には右肩を手術する。手術後には野球を辞める考えもよぎっていたが、同時期に斉藤と同じく肩を手術し、隣の病室に入院していた小久保裕紀がリハビリに励む姿を見て、自身の考えの甘さを痛感し一念発起する。また、この頃には野手転向も勧められたというが固辞している。
2000年には登録名を本名の「斉藤和巳」とした。6月24日の千葉ロッテマリーンズ12回戦（福岡ドーム）でプロ初勝利。この試合では、前述のとおり同時期に肩の手術を受けた小久保が先制本塁打を放ち、共にヒーローインタビューを受けた。さらにこの試合では史上7人目となる「1イニング4奪三振」も記録。この年は5勝を挙げ、そのうち4勝は後半戦で挙げたが、日本シリーズでの先発登板はなかった。この年のパ・リーグ新人王は32年ぶりの該当者なしだったが、新人王対象選手の中で最も票が入ったのは斉藤だった。
2001年のシーズンもエース候補に上がったが、原因不明の右肩痛が再発して離脱。結局この年は勝利を挙げられなかった。
2002年8月10日の大阪近鉄バファローズ戦で2年ぶりの勝利を挙げ、シーズン4勝を挙げた。若菜嘉晴はこの年の斉藤を「打たれても粘る、大人のピッチングをできるようになった」と評価した。
2003年前年勝ち頭だった若田部健一がFA移籍し、残った主な先発投手も不安定な成績だったためキャンプから先発投手を大々的に再編（前年10試合以上先発登板した投手は斉藤だけで、他の投手は5試合以下の先発登板で終わっていた）。熾烈な先発ローテーション争いに勝ち3月28日のロッテ戦で初の開幕投手を務め、勝利投手となる。その後はいずれもプロ野球新記録（当時）となる先発登板16連勝および登板試合15連勝（勝敗の付かない試合を挟まない連勝）を記録するなど、パ・リーグでは1985年の佐藤義則以来となる20勝（3敗）を記録。最多勝・最優秀防御率・最高勝率・ベストナイン・沢村賞などのタイトルを総なめにし、チームのリーグ優勝、日本一に貢献した。この年は、同じく20勝を挙げた阪神の井川慶と共に、史上初となる両リーグで沢村賞投手同時選出となった。また、両リーグから20勝投手が出たのは1982年の北別府学・工藤幹夫以来だった。また、投球回・自責点はともに松坂大輔と全く同じで、こちらも史上初の最優秀防御率同時受賞となった。この年、優勝争い最大のライバルとしていた西武から6勝を挙げたほか、松坂との投げ合いでは3戦全勝とエース対決の強さも見せた。阪神タイガースとの日本シリーズでは第1戦と第5戦に先発。いずれもクオリティ・スタートを記録したが、第1戦は勝敗が付かず（チームは勝利）、第5戦は敗戦投手となった。
2004年は3月27日の対オリックス・ブルーウェーブ戦で2年連続開幕投手に指名され勝利投手となった。しかし開幕勝利以降は不安定な投球が目立ち序盤には二軍落ち。5月に復帰後は再び先発ローテーションに入り、8月27日の西武戦でホークスでは村田勝喜以来の2年連続二桁勝利を達成した。その後は4試合に登板したものの勝ち星を挙げることができず、勝利数は前年の2分の1となる10勝（7敗）に終わった。さらに1試合に9失点した試合が3度もあったことなどもあり、規定投球回到達投手としてはリーグ最下位の防御率6.26を記録した。この年より導入されたプレーオフでは第2ステージ(対西武戦)の第3戦に先発したが、4被本塁打を浴びるなど5回0/3を6失点でKOされ敗戦投手となった。
2005年のキャンプ中に既に開幕投手に指名されていたものの、開幕直前に右肩痛で離脱。4月27日の対北海道日本ハムファイターズ戦でシーズン初登板し、勝利。その後も破竹の勢いで勝ち星を重ね、8月24日のロッテ戦で自身2度目の14連勝を達成、プロ野球史上初となる「14連勝以上を複数回達成した投手」となった。8月31日のロッテ戦では1981年の間柴茂有に並ぶプロ野球タイ記録となる開幕15連勝を記録。キャリアで15連勝以上を2度記録したのは日本プロ野球初だった。8月は5勝（0敗）を挙げ、月間MVPを受賞した。しかし9月7日のオリックス・バファローズ戦では5回1/3を投げ8失点を喫し敗戦投手となり、連勝はストップし、2点台前半を誇っていた防御率も2点台後半に転落した。その後は1勝（0敗）を挙げ、シーズン通算では16勝1敗で2度目の最高勝率を獲得。防御率も2.92と2点台でシーズンを終えた。プレーオフでは第2ステージの第2戦に先発し、5回まで無失点に抑え、毎回の7奪三振を記録したが、6回に3点を失い、黒星がついた。最終戦にはブルペン待機したが出番はなく、チームも逆転負けを喫し、優勝を逃した。12月24日、ホークスの投手としては初の複数年となる、3年7億5000万円＋出来高で契約更改した。
2006年、選手会長に就任。同年から2段モーションが禁止となり、キャンプで克服に取り組んだが、結局キャンプの最後までしっくりいかなかった。3月26日のロッテ戦で3度目の開幕投手を務め、8回2失点で勝利投手となった。5月23日の試合後には王から「優勝する気はあるのか！選手会で意見をまとめてこい！」と檄（）を飛ばされた。5月26日の中日ドラゴンズ戦で完封勝利を挙げ、交流戦で対戦した他リーグの全6球団から勝利した最初の投手となった。6月8日の読売ジャイアンツ戦では、脇谷亮太に投手内野安打を許しただけの、自身初となる無四球1安打完封勝利を挙げた。また、この試合では脇谷を牽制でアウトとしたため、打者27人で終了させる準完全試合を達成。王貞治に「ピッチングの神様が乗り移ったようだった」と言わしめた。
交流戦開幕前までは7試合で3勝2敗（防御率2.29）と勝ち星が伸びなかったが、交流戦開幕後からオールスターまでは10試合8勝2敗（防御率1.73）、オールスター後は9試合で7連勝、3完封を含む7勝1敗（防御率1.37）と、終盤になるにつれ調子を上げた。8月には4先発で4勝・2完封を記録して月間MVPを受賞。同月に記録した2試合連続2桁奪三振での完封勝利は球団史上初だった。レギュラーシーズン最終成績は18勝5敗、防御率1.75、205奪三振、勝率.783を記録し勝利数・防御率・奪三振・勝率の投手四冠を達成。完封数もリーグトップで、1981年の江川卓以来、2リーグ分立後4人目となる投手五冠王を達成した。
プレーオフでは10月7日の西武・第1ステージ第1戦、10月12日の日本ハム・第2ステージ第2戦に先発。右肩に不安を抱える斉藤の中4日登板は2000年以来のことだったが、チームはそれぞれ松坂、八木智哉に完封負けを喫した。2試合16回2/3で2失点（防御率1.08）という内容ながら、いずれも0-1で完投敗戦に終わり、サヨナラ負けを喫した日本ハム戦ではマウンドに片膝をつき涙を流した。バッテリーを組んだ的場直樹も悔し涙を流していた。試合後は、ズレータとホルベルト・カブレラに肩を抱えられながらマウンドを去った。この試合は2010年に実施された「現役監督・選手・コーチが選ぶ最高の試合Best9」の3位に、同「名場面・名勝負Best10」の5位にランクインした。10月23日、パ・リーグ所属選手としては史上初となる2度目の沢村賞を受賞した。しかし同月24日に病院でメディカルチェックを受け「右肩の炎症」と診断され、楽しみにしていたという日米野球の出場を辞退。参加予定だった宮崎秋季キャンプも不参加が決定した。
2007年3月24日のオリックス戦で、昨年に続き2年連続4度目の開幕投手を務めるも勝敗は付かず、チームは敗れた。4月26日、右肩の筋疲労で二軍落ちとなった。7月に復帰するも、10日以上の間隔を空けて登板した。監督の王は「本来の投球は来年からでいい。ただ存在感やリーダーとしての役割があるので一軍にいてもらいたい」と語っている。中10日以上、7回もしくは100球という限定登板ながら、オールスター明けは5勝1敗とチームを救い、時にはベンチに入り盛り上げ役にも徹した。10月8日のクライマックスシリーズ第1戦に先発したが、4回5失点で敗戦投手となった。翌年以降は故障の影響で登板できなかったためこの試合が現役最後のマウンドとなった。チームは第2戦に勝利するも第3戦で敗れ第1ステージで敗退した。後に斉藤はこの2007年について、何十球投げたらもう感覚がなく、登板後は歩いて腕を振っているだけで亜脱臼という状態だったことなどを明かしている。
2008年1月に右肩関節唇修復手術を行う。この年はリハビリに専念してシーズンを全休、9月に帰国してチームを裏から支え、翌年の開幕投手を狙うと宣言した。前年に沢村賞を獲得し、この年も球界トップクラスの成績を残したダルビッシュ有は契約更改で「来年はソフトバンクの斉藤さんが戻ってくるので（楽しみ）」と発言していたが、斉藤の右肩の回復は思わしくなかった。
2009年は全休。
2010年2月には右肩腱板修復手術を受け、2010年も実戦登板なしに終わった。3月17日には写真週刊誌『フライデー』でタレントのスザンヌとの交際が報じられた。斉藤は同誌の取材に対し「彼女は大事な人です」と交際を認めたが、故障でシーズンを全休している選手が週刊誌に交際報道されるという事態を重く見られ、球団から厳重注意処分を受けた。

### リハビリ担当コーチ時代
2011年に支配下選手登録を解かれ、1月1日付で「三軍リハビリ担当コーチ」としてコーチ契約を結ぶこととなった。日本野球機構の登録上は自由契約扱いとなるが、本人は引き続き現役復帰を目指したリハビリを続け、球団も復帰が可能となった時点で選手契約を再締結する方針を示し、背番号も当面「66」のまま変更されなかった。12月1日にはスザンヌとの再婚を発表。
2012年には打撃投手を務めるなど、順調な回復を見せていたが、2013年7月29日に記者会見を開き、「肩を手術することを決断した際には、ただ一軍で投げるだけでなく戦力になるつもりでいた。しかし、2013年7月になって一軍の戦力になるイメージができなくなった」として現役への復帰を断念し、7月31日付で球団を退団。9月28日にヤフオクドームにて引退セレモニーが行われ、セレモニアルピッチでは最優秀バッテリー賞を一緒に受賞した城島健司に対して投球した。

### 現役引退後
現役引退後はテレビ東京・TVQ九州放送・FOXスポーツ&エンターテイメントの野球解説者、西日本スポーツの専属評論家を務める。2015年3月18日、2人目の妻だったスザンヌと離婚。
2016年の学生野球資格回復研修を受講した上で、翌2017年2月7日に日本学生野球協会より学生野球資格回復の適性認定を受けたことにより、学生野球選手への指導が可能となる。
2022年11月1日、ソフトバンクに一軍投手コーチとして10年ぶりに復帰することが発表された。2024年シーズンからは四軍監督を務める。2023年の秋季キャンプでは既に報道でも四軍監督の肩書きが使われていたが、四軍に専任の打撃投手が配置されておらず監督やコーチが自ら打撃投手を務める必要がある中、20分間特打で投げ通しとなって話題となった。
2025年シーズンからは三軍監督に就任する。

## 選手としての特徴
初回でもアウト一つを奪うたびに吼（）えるなど、気持ちを全面に押し出すピッチングで、オーバースローから投げる平均球速約144km/h、最速153km/hのストレートとスライダー、緩やかなカーブ、2種類のフォークボールを武器とし、まれにカットボールやチェンジアップも交えた。
長身ながら投球フォームは重心が低いため角度はないが、バランスの良い下半身主体のフォームで打者の距離感を惑わした。決め球に使う高速フォーク（スプリット・フィンガード・ファストボール）は平均球速約139km/h、最速146km/hを誇り、フォークでの奪空振り率はリーグ平均を10パーセント近く上回った。山﨑武司は最高のフォークを投げる投手として斉藤の名を挙げている。
通算79勝23敗、通算勝率.775を誇り、「負けないピッチャー」、「負けないエース」と称された。2005年に新設された交流戦では、通算12試合の登板で10勝1敗、防御率1.89と強い一方で、ポストシーズンは通算10試合の登板で0勝6敗と結果を残せなかった。
事あるごとに「自分のことはどうでもいい。チームが勝てばそれでいい」旨の台詞を発し、また、ヒーローインタビューでは「チームの勝利を優先して投げている」が口癖だった勝利至上主義者。試合展開に合わせたゲームプランで試合を支配していた。
2006年に最優秀バッテリー賞を受賞した的場直樹とのバッテリー結成は斉藤本人が決めたわけではなく、成績がいいためにバッテリーが成立したと明かしている。
苦手としていた打者に橋本将、塩崎真、タフィ・ローズを挙げている。

## 評価
松坂大輔は自身が選ぶ歴代ベストナインの投手（先発）に斉藤を選出している。「どのボールが一番（素晴らしい）？」との江川卓の問いに対しては「ストレート」を挙げており、「見ているこっちが羨ましくなるようなストレートでしたね」などと述べている。
落合博満は、まだ本格的に活躍する前の2001年に著書で「ホークスの斉藤和巳という投手は非常に高い能力を持ちながら、故障や制球難でなかなか一軍に上がれないでいる。こういう場合は殻を破らせるよう、トレードをするなどして環境を変えてあげたほうがいいと思う」と著し、沢村賞を獲得する活躍を見せた後も「斉藤こそが球界で最も優秀な投手。斉藤和巳がいる限り、日本球界はなんとか保つ」と高く評している。
現役時代斉藤とチームメイトだった大道典良は「和巳が投げるというだけで、チームには安心感があった」「成績はもちろんだけど、和巳は普段の練習から一生懸命やっている姿がとても印象的だった」などと語っている。鳥越裕介は「良いピッチャーは多いけど、一球にかける思いの強さで群を抜いている。後ろで守っていてそれを実感した」と語っている。クリストファー・ニコースキーも「来日してから目を見開かされるような選手を見たわけじゃないが、斉藤は例外」と語り、2007年にESPNの「ベースボール国際化時代の主役候補10人」にも選ばれるなど、国外からも高い評価を得ていた。
杉内俊哉は「和巳さんは大きいけど、コントロールもよかったし、フィールディングも牽制球もうまかった。それに、本当に黙々と練習してました。絶対に手を抜くことはなかった。おそらく、肩に不安があったから『いまできることは全部やろう』と思ってたんじゃないでしょうか。練習中も、鬼気迫る表情でした。こんなふうに練習しないと、あれだけのピッチャーにはなれないのかと思ったものです」「もしかしたら、僕のほうが天才型かもしれませんね。和巳さんは努力型、それも、不器用な努力型だと思います。投げるボールや活躍ぶりはモンスター級でしたけど」と述べている。
坪井智哉は特に印象に残っている投手について斉藤を挙げている。「マウンド上に立っている斉藤は背後に何かが見える感じ」「彼がどのような気持ちで投げていたか分からないですけど、すごく伝わるものがありました。あんなにマウンド上で大きく、近く感じた投手はいません」「味方が点を取らなくても、自分が点を取られない。0対0の試合展開でも、最終的に1対0で勝つ。特に沢村賞を獲得したシーズンは凄かったですね」などと語っている。
『週刊ベースボール』実施の「球界200人が選ぶ歴代投手ランキング」では2位に選出されている。

## 人物
自身の登板について「点を許さないのがエース。味方が点を取ってくれるまでいかに粘れるかで、ナインに信頼される。そうでなくてはエースじゃない。点を取れないのだったら、取ってくれるまで我慢を続けて0点に抑えればいい」という持論を持つ。
斉藤は守備が好きで、グラブも守備優先に特注して作るほど重視している。そのためゴールデングラブ賞に並々ならぬ思いがあった。しかし、取れなかったため非常に無念に思っている。
斉藤の元チームメイトである杉内俊哉は斉藤について「頼りになるいい先輩」と語っている。
斉藤は背番号を入団以来66のまま変更しなかったがその経緯は、1998年オフにホークスをFAで退団した武田一浩がつけていた17番をつけることを希望した斉藤は、球団に対して「次の年実績を残すので17を空き番号にしてください」と依頼した。1999年は結果を出すことができなかったが、翌2000年当時自身キャリア最多の5勝を挙げた。オフシーズンの契約更改で5勝をアピールして17番に変更しようとした斉藤だが、その年のドラフト2位の山田秋親が17番をつけることを知った。この件の球団のに対して激怒した斉藤は「ホークスにいる限りこの66番は誰にも渡さない」と思いその後も66番を背負い続けた。斉藤とホークスでチームメイトだった新垣渚は後に東京ヤクルトスワローズに在籍中の2015年に同球団で空き番号となった66を自ら希望。「『66』にはカズミさんのイメージしかないですけど、格好よかったし、たくましかった。僕の中では『18』と変わらないくらい価値のある番号」と語っている。
元広島東洋カープの黒田博樹を尊敬している。黒田はニューヨーク・ヤンキース時代に斉藤からカーブを教えてもらっていたという。

## 詳細情報

### 年度別投手成績
| 年 度      | 球 団                 | 登 板 | 先 発 | 完 投 | 完 封 | 無 四 球 | 勝 利 | 敗 戦 | セ 丨 ブ | ホ 丨 ル ド | 勝 率 | 打 者 | 投 球 回 | 被 安 打 | 被 本 塁 打 | 与 四 球 | 敬 遠 | 与 死 球 | 奪 三 振 | 暴 投 | ボ 丨 ク | 失 点 | 自 責 点 | 防 御 率 | W H I P |
| ---------- | --------------------- | ----- | ----- | ----- | ----- | -------- | ----- | ----- | -------- | ----------- | ----- | ----- | -------- | -------- | ----------- | -------- | ----- | -------- | -------- | ----- | -------- | ----- | -------- | -------- | ------- |
| 1997       | ダイエー ソフトバンク | 1     | 0     | 0     | 0     | 0        | 0     | 0     | 0        | --          | ----  | 6     | 0.2      | 2        | 0           | 1        | 0     | 1        | 1        | 0     | 0        | 2     | 2        | 27.00    | 4.50    |
| 1998       | ダイエー ソフトバンク | 1     | 0     | 0     | 0     | 0        | 0     | 0     | 0        | --          | ----  | 19    | 3.2      | 6        | 0           | 3        | 0     | 1        | 1        | 0     | 0        | 3     | 3        | 7.36     | 2.45    |
| 1999       | ダイエー ソフトバンク | 1     | 0     | 0     | 0     | 0        | 0     | 0     | 0        | --          | ----  | 6     | 1.0      | 1        | 0           | 0        | 0     | 1        | 3        | 1     | 1        | 2     | 2        | 18.00    | 1.00    |
| 2000       | ダイエー ソフトバンク | 22    | 16    | 0     | 0     | 0        | 5     | 2     | 0        | --          | .714  | 399   | 89.1     | 92       | 9           | 46       | 0     | 1        | 77       | 10    | 1        | 44    | 41       | 4.13     | 1.54    |
| 2001       | ダイエー ソフトバンク | 7     | 3     | 1     | 0     | 0        | 0     | 1     | 0        | --          | .000  | 104   | 22.1     | 28       | 4           | 11       | 1     | 1        | 16       | 1     | 0        | 11    | 11       | 4.43     | 1.75    |
| 2002       | ダイエー ソフトバンク | 10    | 10    | 0     | 0     | 0        | 4     | 1     | 0        | --          | .800  | 282   | 70.1     | 53       | 4           | 21       | 0     | 3        | 63       | 3     | 0        | 24    | 23       | 2.94     | 1.05    |
| 2003       | ダイエー ソフトバンク | 26    | 26    | 5     | 1     | 1        | 20    | 3     | 0        | --          | .870  | 801   | 194.0    | 174      | 19          | 66       | 3     | 8        | 160      | 4     | 0        | 62    | 61       | 2.83     | 1.24    |
| 2004       | ダイエー ソフトバンク | 22    | 22    | 3     | 1     | 0        | 10    | 7     | 0        | --          | .588  | 612   | 138.0    | 139      | 22          | 59       | 3     | 6        | 120      | 6     | 0        | 100   | 96       | 6.26     | 1.43    |
| 2005       | ダイエー ソフトバンク | 22    | 22    | 4     | 1     | 1        | 16    | 1     | 0        | 0           | .941  | 636   | 157.0    | 135      | 14          | 41       | 0     | 10       | 129      | 5     | 0        | 54    | 51       | 2.92     | 1.12    |
| 2006       | ダイエー ソフトバンク | 26    | 26    | 8     | 5     | 3        | 18    | 5     | 0        | 0           | .783  | 790   | 201.0    | 147      | 10          | 46       | 3     | 8        | 205      | 2     | 0        | 50    | 39       | 1.75     | 0.96    |
| 2007       | ダイエー ソフトバンク | 12    | 12    | 0     | 0     | 0        | 6     | 3     | 0        | 0           | .667  | 297   | 72.1     | 64       | 3           | 25       | 0     | 3        | 71       | 2     | 0        | 22    | 22       | 2.74     | 1.23    |
| 通算：11年 | 通算：11年            | 150   | 137   | 21    | 8     | 5        | 79    | 23    | 0        | 0           | .775  | 3952  | 949.2    | 841      | 85          | 319      | 10    | 43       | 846      | 34    | 2        | 374   | 351      | 3.33     | 1.22    |

- 各年度の太字はリーグ最高
- ダイエー（福岡ダイエーホークス）は、2005年にソフトバンク（福岡ソフトバンクホークス）に球団名を変更

### タイトル
- 最多勝利：2回（2003年、2006年）
- 最優秀防御率：2回（2003年、2006年）
- 最多奪三振：1回（2006年）
- 最高勝率：3回（2003年、2005年、2006年） ※最優秀投手として表彰、2年連続は山本由伸に次ぐ歴代2位タイ（他に御園生崇男、藤田元司、山田久志、堀内恒夫、北別府学、杉内俊哉、青柳晃洋）。3回獲得は山田に次ぐパ・リーグ2位タイ（他に工藤公康、山本由伸）

### 表彰
- 沢村栄治賞：2回（2003年、2006年）
- ベストナイン：2回（投手部門：2003年、2006年）
- 最優秀投手：3回（2003年、2005年、2006年）
- 月間MVP：3回（投手部門：2003年6月、2005年8月、2006年8月）
- 最優秀バッテリー賞：2回（2003年 捕手：城島健司、2006年 捕手：的場直樹）

### 記録
初記録
投手記録
- 初登板：1997年10月5日、対西武ライオンズ26回戦（西武ライオンズ球場）、4回裏に2番手で救援登板、2/3回2失点
- 初奪三振：同上、4回裏にドミンゴ・マルティネスから
- 初先発・初勝利：2000年6月24日、対千葉ロッテマリーンズ12回戦（福岡ドーム）、7回無失点
- 初完投勝利：2003年4月4日、対日本ハムファイターズ1回戦（東京ドーム）、9回2失点
- 初完封勝利：2003年8月13日、対千葉ロッテマリーンズ19回戦（福岡ドーム）

打撃記録
- 初安打・初打点：2006年5月19日、対東京ヤクルトスワローズ1回戦（明治神宮野球場）、6回表に館山昌平から中前2点適時打

その他の記録
- 投手三冠王：1回（2006年） ※史上17人目、21世紀初、パ・リーグ平成最後
- 投手4冠：1回（2006年）※史上11人目、平成最後
- 投手5冠：1回（2006年）※史上7人目、平成唯一
- 1イニング4奪三振：2000年9月3日、対オリックス・ブルーウェーブ23回戦（福岡ドーム）、2回表にジョージ・アリアス・五島裕二・日高剛（振り逃げ）・田口壮 から ※史上7人目（8度目）
- 先発登板16連勝：2003年 ※プロ野球記録
- 登板試合15連勝：2003年 ※プロ野球記録
- シーズン防御率6.26：2004年 ※1シーズン制でのプロ野球ワースト記録
- 開幕15連勝：2005年 ※当時のプロ野球タイ記録
- シーズン勝率.941：2005年　※歴代5位タイ、球団記録[70]
- オールスターゲーム出場：2回（2003年、2006年）

### 背番号
- 66（1996年 - 2013年）
- 71（2023年）
- 011（2024年）
- 88（2025年 - ）

### 登録名
- カズミ（1996年 - 1999年）
- 斉藤 和巳（さいとう かずみ、2000年 - 2013年）

## 出演

### CM
- ソフトバンクモバイル「ホワイトプラン」（ホワイト・バット編・ホワイト・身長編）（2007年1月 - ）
  - 松中信彦・和田毅・川﨑宗則・ホワイトと共演。
- ソフトバンクモバイル「911SH」「911T」 （2007年3月17日 - ）
  - 川﨑宗則・的場直樹と共演。
- 国内信販「FDHカード」

### テレビ番組
- TVQスーパースタジアム（2014年 - ）
- 斉藤和巳 Route66

### ラジオ番組
- ミュージックブルペン（2022年4月）